# Championnats de France d'athlétisme 1896
Navigation
Championnats 1895 Championnats 1897

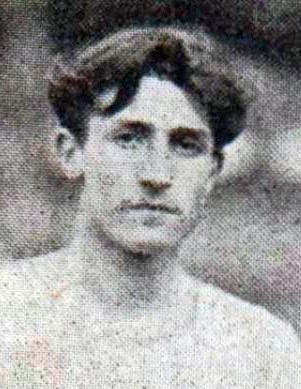
Henri Tauzin en 1896.

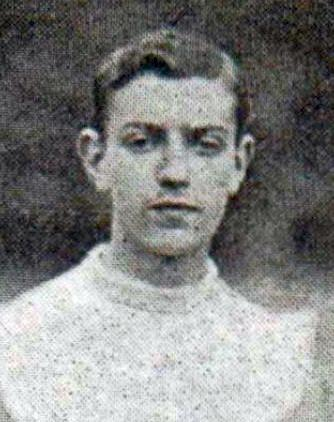
Michel Soalhat en 1896.

Les Championnats de France d'athlétisme 1896 ont eu lieu les 28 juin et 5 juillet 1896 à la Croix-Catelan de Paris.

## Palmarès
| Discipline       | Athlète                | Athlète      |
| ---------------- | ---------------------- | ------------ |
| 100 m            | André Garnier          | 11 s 8       |
| 400 m            | Henri Tauzin           | 59 s 0       |
| 800 m            | Michel Soalhat         | 2 min 1 s 0  |
| 1 500 m          | Albin Lermusiaux       | 4 min 10 s 4 |
| 110 m haies      | Paul Mouchot           | 17 s 4       |
| 400 m haies      | Henri Tauzin           | 59 s 0       |
| Saut en hauteur  | Guillaume de Saint-Cyr | 1,66 m       |
| Saut à la perche | René Ellenberger       | 2,80 m       |
| Saut en longueur | Alphonse Grisel        | 6,23 m       |
| Lancer du poids  | Émile Torchebœuf       | 10,56 m      |

## Remarque
- À compter de 1896, le Racing Club de France organise aussi, annuellement, le Prix de France, sur 200 mètres plat (devenu Prix Ravaut en 1900, du nom de son généreux donateur)[1]

Palmarès:
- 1900:  t'Serstevens (2e A. Klingelhoeffer), etc.